# Pișceane, Zboriv
Pișceane (în ucraineană Піщане) este un sat în comuna Ratîșci din raionul Zboriv, regiunea Ternopil, Ucraina.

## Demografie
Componența lingvistică a localității Pișceane
     Ucraineană (100%)
Conform recensământului din 2001, toată populația localității Pișceane era vorbitoare de ucraineană (100%).